# Cornelis B. Biezeno

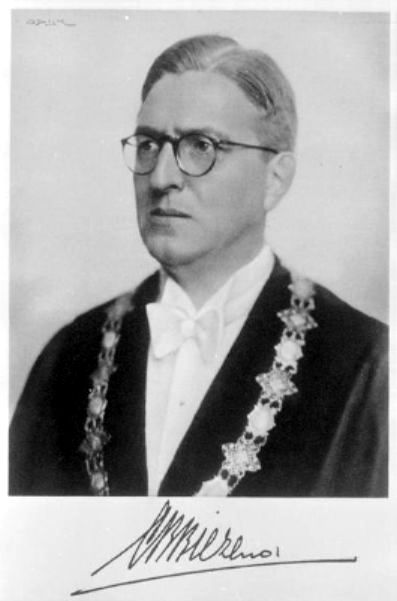
C.B. Biezeno

Cornelis Benjamin Biezeno (* 2. März 1888 in Delft; † 5. September 1975 in Wageningen) war ein niederländischer Ingenieurwissenschaftler für Mechanik. Er wirkte als Professor an der Technischen Hochschule Delft.

## Leben
Biezeno studierte 1904 bis 1909 (Abschluss cum laude) Maschinenbau an der TU Delft. Danach war er dort Assistent, zunächst für Maschinenbau, dann für Mathematik. 1914 wurde er Professor für Mechanik in Delft. 1937 bis 1938 und 1949 bis 1951 war er Rektor Magnificus der TU Delft.
Seine Technische Dynamik war zu seiner Zeit ein Standardwerk. Er gehörte zu den Organisatoren des ersten internationalen Kongresses für angewandte Mechanik in Delft 1924.
Zu seinen Doktoranden zählt Warner T. Koiter. Er war Ehrendoktor der Universitäten Gent, Amsterdam und der Freien Universität Brüssel.  1939 wurde er Mitglied der Königlich Niederländischen Akademie der Wissenschaften. 1960 erhielt er mit Richard Grammel die Timoschenko-Medaille. 1939 wurde er zum korrespondierenden Mitglied der Preußischen Akademie der Wissenschaften gewählt; seit 1969 war er auswärtiges Mitglied der Akademie der Wissenschaften der DDR.

## Schriften
- mit Richard Grammel Technische Dynamik, Springer Verlag 1939, 2. Auflage in zwei Bänden 1953
- mit Grammel Engineering Dynamics, 4 Bände, Glasgow: Blackie, 1955, 1956
- Herausgeber mit Johannes Martinus Burgers Proceedings of the first congress of applied mechanics, Delft 1924, Delft, Waltman 1925